# Gieleroth
Gieleroth é um município localizada no distrito de Altenkirchen, na associação municipal de Verbandsgemeinde Altenkirchen, no estado da Renânia-Palatinado.

## População
| - 1815 – 260 - 1835 – 349 - 1871 – 376 - 1905 – 455 - 1939 – 462 | - 1950 – 561 - 1961 – 521 - 1970 – 543 - 1987 – 540 - 2005 – 693 |